# 永江真也
永江 真也（ながえ しんや、1984年8月19日 -  ）は、日本の男性総合格闘家。大阪府出身。フリーランス。ブラジリアン柔術白帯。修斗、ROFC（ライジングオン ファイティング チャンピオンシップ）、ACF等の総合格闘技大会への出場経験がある。副業として警備業(要人警護等)をこなす。又、アマチュア大会のレフリーも務める。

## 来歴
幼少時代にバスケットボールや体操を経験。
18歳時に、当時隆盛を極めていた格闘技団体PRIDEの試合に魅了され、プロ格闘家を目指し大阪に拠点を置く総合格闘技道場コブラ会へ入門。
2006年4月9日 第６回西日本アマチュア修斗フレッシュマントーナメント でアマチュア格闘技デビュー。
フェザー級ワンマッチで格闘技未経験ながら、当時ブラジリアン柔術の紫帯だった高橋 教行（岐阜/パラエストラ岐阜） と対戦し2R 2'21" で腕ひしぎ十字固めを決め、一本勝ち。
以後、アマチュア大会へ積極的に参戦。
2007年にプロデビュー。
トーナメント制の大会で優勝を果たした。
しかし、度重なる怪我により戦線を離脱する。
2012年9月に開催された、ROFC（ライジングオン ファイト チャンピオンシップ）で復帰戦を行うも、松浪孝芳に1R0'16"でKO負け。
この敗戦により眼窩内側壁骨折などの怪我を負う事となる。
2017年６月に開催されたACFの5分×1Rのグラップリングマッチで徳☆正（Fighting Team A-TOYS）と対戦しドロー。
2018年11月に開催されたACFで3分×2Rのグラップリングマッチで山崎恵（禅道会播磨道場）と対戦しドロー。
2019年2月　大阪府で開催されたブラジリアン柔術の大会「第2回関西ノービス柔術オープントーナメント」ではマスター1白帯フェザー級で準優勝の実績を挙げている。